# Paul Tannery

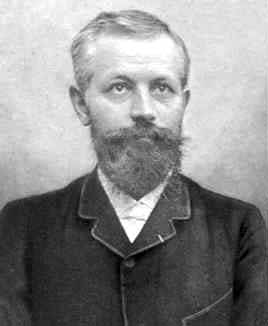
Paul Tannery

Paul Tannery (* 20. Dezember 1843 in Mantes-la-Jolie im Département Yvelines; † 27. November 1904 in Pantin) war ein französischer Mathematik- und Wissenschaftshistoriker, der zu seiner Zeit auf diesem Gebiet eine international führende Stellung hatte.

## Biografie
Tannerys Vater war Eisenbahningenieur, und die Familie zog mit seinen Bauprojekten durch Frankreich. Er besuchte Lyzeen in Le Mans und Caen (einer seiner Lehrer war der Philosoph Jules Lachelier) und studierte ab 1860 an der École polytechnique in Paris, deren Eingangsexamina er mit sehr guten Noten absolvierte. Dort erwarb er gute Mathematikkenntnisse, befasste sich in dieser Zeit aber auch zum Beispiel mit Hebräisch. 1863 verließ er die École Polytechnique und studierte an der École d´Applications des manufactures de l'état, um von da an in der Tabakindustrie zu arbeiten (damals im Staatsmonopol). Der Schritt war vielleicht durch seine Anhängerschaft an die positivistische Philosophie von Auguste Comte beeinflusst, der einen nach modernen wissenschaftlichen Methoden organisierten Staat propagierte, wahrscheinlich folgte er aber auch den Wünschen der Familie. Er war zunächst Ingenieur und absolvierte seine Karriere in einem halben Dutzend Städten Frankreichs. Zuerst war er 1865–1867 in der staatlichen Tabakfabrik in Lille und dann in Verwaltungsfunktionen in Paris. Während des Deutsch-Französischen Krieges von 1870/71 diente er als Artillerie-Hauptmann. Über seinen älteren Bruder Jules Tannery (1849–1910), der Mathematiker war, begann er, sich danach für Mathematik zu interessieren, und eine längere Krankheit nutzte er zum vertieften Studium der antiken Sprachen. Er hatte auch Kontakt zu Émile Boutroux. Seine ersten Veröffentlichungen zur Mathematikgeschichte erschienen 1874, als er zur Bauaufsicht nach Bordeaux entsandt war und dort Kontakte zur Universität hatte und in der naturwissenschaftlichen Gesellschaft von Bordeaux war. 1877 ließ er sich nach Le Havre versetzen. Durch Auslandsreisen schuf er Kontakte mit den anderen führenden Mathematikhistorikern seiner Zeit Hieronymus Zeuthen, Heiberg und Moritz Cantor, mit denen er auch korrespondierte (besonders mit Zeuthen). 1883 ließ er sich nach Paris versetzen, wo er wieder mehr wissenschaftliche Kontakte knüpfen konnte, Zugang zu Bibliotheken hatte und intensiv über die antike griechische Mathematik arbeitete. 1886 bis 1888 war er wieder in der Provinz in Tonneins und ab 1888 Direktor einer Tabakfabrik in Bordeaux. 1890 bis 1893 war er wieder auf Verwaltungsposten in der Zentrale in Paris und ab 1893 Direktor der Tabakfabrik von Pantin bei Paris. Ein schwerer Schlag für ihn war, als er 1903 bei der Besetzung des nach dem Tod von Pierre Laffitte frei gewordenen Lehrstuhl für Wissenschaftsgeschichte am Collège de France trotz einhelliger Empfehlung der Gutachtergremien (der Fakultät und der Académie des Sciences) leer aus ging. Das Ministerium zog einen wissenschaftshistorisch viel weniger qualifizierten, heute vergessenen Philosophen vor, was sowohl in Frankreich als auch im Ausland Proteste hervorrief. Er starb kurz danach an Bauchspeicheldrüsenkrebs. Tannery hatte 1884/85 privat Kurse in Mathematikgeschichte in Paris gegeben und lehrte dies auch am Lehrstuhl für Altphilologie des Collège de France (1892 bis 1897).
1881 heiratete er Marie-Alexandrine (Marie) Prisset (Tochter eines Notars in Poitiers), die nach seinem Tod seine Werke herausgab.

## Werk
Seine Hauptwerke sind seine Geschichte der griechischen Wissenschaft (Pour l'histoire de la science hellène) sowie der griechischen Geometrie (La géométrie grecque) von 1887 und seine Geschichte der antiken Astronomie von 1893 (Recherches sur l'histoire de l'astronomie ancienne). Er war ein Repräsentant einer Herangehensweise auf Basis der Originaltexte (von denen zu seiner Zeit abgesehen von der Pappos-Ausgabe von Friedrich Hultsch Maßstäbe setztende kritische Ausgaben von Heiberg in Dänemark erschienen). Nach Tannery entstanden die exakten Wissenschaften bei den Griechen und er sah die Herausarbeitung der Gründe dafür als eine seiner Hauptaufgaben an. Dafür stellte er zahlreich Spezialstudien an.
Pour l'histoire de la science hellène behandelte erstmals die Vorsokratiker unter dem Aspekt der Geschichte von Mathematik und Naturwissenschaft. In seiner Mathematikgeschichte ging er ebenso den Vorläufern und Wurzeln von Euklids Elementen nach und in seiner Geschichte der griechischen Astronomie den Vorläufern von Claudius Ptolemäus Hauptwerk (Hipparchos und ältere wie Apollonios von Perge). Später wandte er sich auch der Überlieferung von Texten über Byzanz bis ins Mittelalter zu (nicht nur der Mathematik, sondern auch zum Beispiel der Geomantie), wobei er schon die Bedeutung des Studiums der arabischen Texte erkannte. Er untersuchte auch mittelalterliche Manuskripte zur Geometrie und wies nach, dass die Gelehrten erst im 12. Jahrhundert mit der Verfügbarkeit lateinischer Euklid-Übersetzungen wirklichen Zugang zur Geometrie erhielten. Ein weiterer Schwerpunkt seiner Arbeit wurde die Mathematik des 17. Jahrhunderts.
1891 bis 1896 gab er die Werke von Pierre de Fermat in drei Bänden heraus. Er besorgte auch Ausgaben von Diophant von Alexandrien (2 Bde., 1893–1895) und war Mitherausgeber der 1897 bis 1913 in zwölf Bänden herausgegebenen Werke von Descartes (mit Charles Adam). Eine von ihm begonnene Briefausgabe von Marin Mersenne wurde nach seinem Tod ab 1932 fortgesetzt. Seine Werkausgabe enthält nicht nur Arbeiten zur Mathematik- und Astronomiegeschichte, sondern auch zur antiken Philosophie und Altphilologie.
Seine eigenen Werke wurden in 17 Bänden von Marie Tannery und verschiedenen Wissenschaftshistorikern herausgegeben, darunter den mit ihm befreundeten Mathematikhistorikern Hieronymus Zeuthen und Johan Ludvig Heiberg. Tannery steht mit Zeuthen und Thomas Little Heath für die lange dominierende Interpretation griechischer Mathematik als geometrischer Algebra.

## Schriften
- La géometrie grecque I: Histoire générale de la géométrie élémentaire, Paris 1887 (weitere Teile erschienen nicht)
- Pour l’histoire de la science hellène. De Thalès à Empédocle, Paris, 1887, 2. Auflage 1930 (Herausgeber A. Diés, Vorwort Federigo Enriques)
- Recherches sur l'histoire de l'astronomie ancienne, Paris 1893.
- Mémoires Scientifique, 17 Bände, Paris 1912 bis 1950 (Marie Tannery, Hieronymus Zeuthen, J.L. Heiberg u. a.).
- Band 1–3: Sciences exactes dans l’antiquité (Toulouse – Paris, 1912–1915); Band 4: Sciences exactes chez les Byzantins (1920); Band 5: Sciences exactes au Moyen Age (1922); Band 6: Sciences modernes (1926); Band 7: Philosophie ancienne (1925); Band 8: Philosophie moderne (1927); Band 9: Philologie (1929); Band 10: Supplément au tome 6. Sciences modernes. Généralités historiques (1930); Band 11 bis 12: Comptes-rendus et analyses (1931–1933); Band 13–16: Correspondance (1934–1943); Band 17: Biographie, bibliographie, compléments et tables (1950).
- Herausgeber mit Kommentar: Diophantus Alexandrinus, Opera Omnia. 2 Bände, Teubner 1893, 1895, Reprint Bibliotheca Teubneriana 1974.